# Дортмунд
До́ртмунд (нем. Dortmund, н.-нем. Düörpm) — город земельного подчинения на западе Германии, в федеральной земле Северный Рейн-Вестфалия. Население — 585 352 человека. Является крупнейшим городом — частью 5-миллионной конурбации-мегалополиса Рурской области и вторым по размеру городом в 10-миллионном конгломерате городов Рейнско-Рурского региона.

## География

### Положение
Дортмунд расположен на западе Германии в Рурской области.
Южнее города находятся отроги гор Ардайского массива, на севере Дортмунд граничит с областью Мюнстерланд. На востоке находится Зостская равнина, на западе — Рурский бассейн. Дортмунд лежит в верхнем течении Эмшера и среднем течении Рура, в который южнее города впадает Ленне. На севере протекает Липпе. Канал Дортмунд — Эмс соединяет Дортмунд с сетью каналов речного транспорта.
Самой высокой точкой Дортмунда является расположенная в районе Зибург гора Клузенберг (нем. Klusenberg) (254 м), самой низкой — находящееся на высоте 50 м место пересечения рекой Эмшер границы города.
Центром города и точкой отсчёта всех расстояний является Церковь Святого Ринальда, точнее основание её западной башни, расположенное на высоте 85,42 м на 51°30’58" северной широты и 7°28’6" восточной долготы.

### Соседние города
На северо-западе Дортмунд граничит с входящими в округ Реклингхаузен городами Кастроп-Рауксель и Вальтроп. Восточные соседи: Люнен, Камен, Унна входят в округ Унна. За короткой границей с Хагеном на юге следует округ Эннепе-Рур (Хердеке, Виттен). Вдоль западной границы города простирается Бохум.

## Административная структура
Дортмунд состоит из 12 городских округов (Stadtbezirk): трёх центральных и кольца из девяти остальных.
| - Инненштадт-Вест - Инненштадт-Норд - Инненштадт-Ост - Эвинг - Шарнхорст - Браккель - Аплербекк - Хёрде - Хомбрух - Лютгендортмунд - Хуккарде - Менгеде |

## История

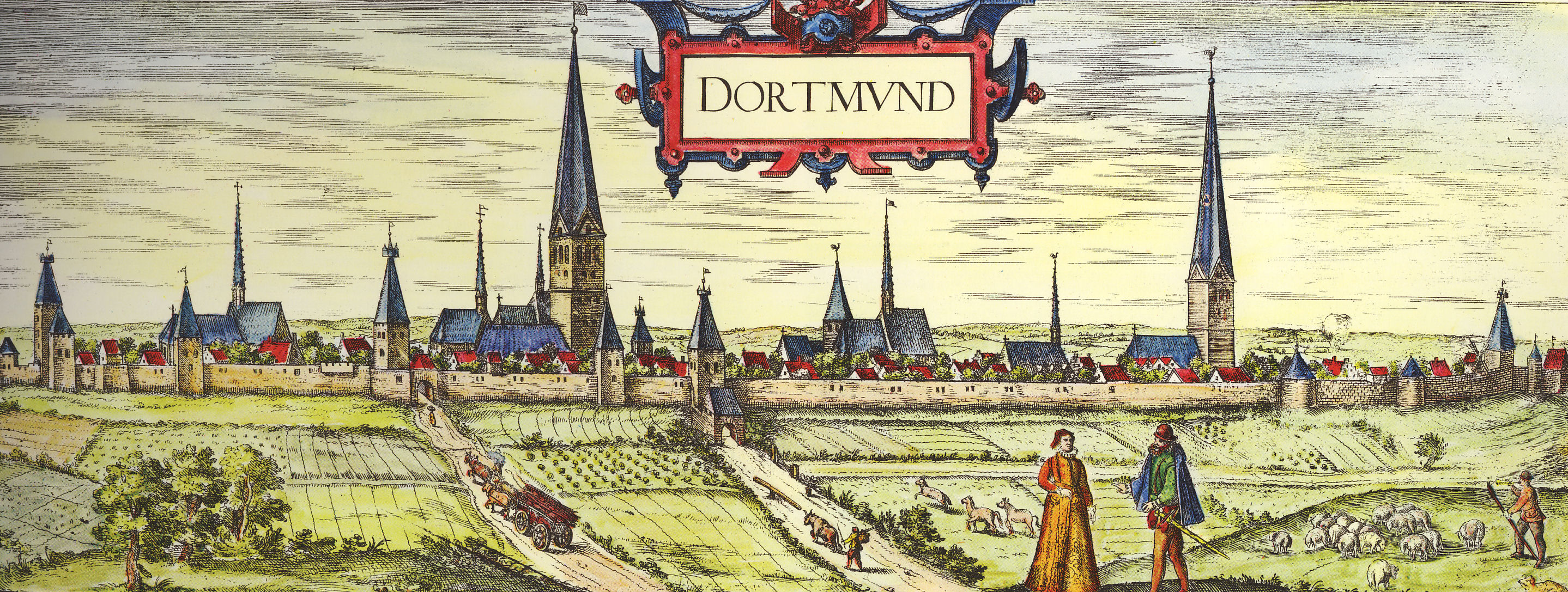
Гравюра Дортмунда, 1618 год.

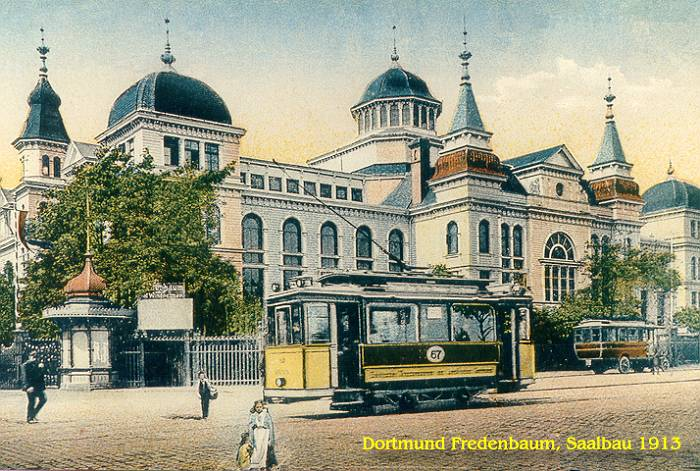
Открытка Дортмунда, 1913 год.

Первые поселения на территории современного Дортмунда относятся ещё к бронзовому веку. Первое упоминание города под именем Тротмани (нем. Throtmanni) относится к 880 году. В 990 году Дортмунду было пожаловано право торговли.
На протяжении IX—XI веков представлял собой небольшую деревню. В 1152 году Фридрих Барбаросса обосновался здесь и перестроил город после пожара. Дортмунд вошёл в Ганзейскую лигу, получил статус имперского города, в 1293 году получил разрешение на производство пива. После 1320 года в документах название города становится близким к нынешнему — Дорпмунде (Dorpmunde).
Тридцатилетняя война отрицательно сказалась на городе. В 1793 году население Дортмунда составляло всего 4500 человек.
До 1803 года он числился свободным имперским городом округа Нижний Рейн-Вестфалия, затем стал эксклавом княжества Ораниен-Нассау. В 1806 году Дортмунд как часть французского великого герцогства Бергского вошёл в состав префектуры Рурдепартамент.
После победы над Наполеоном город перешёл к прусской провинции Вестфалия. Здесь Дортмунд стал центром округа в составе региона Арнсберг, откуда был исключён в 1875 году, так как стал городом земельного подчинения.
С середины XIX века благодаря угледобыче и сталеплавильной индустрии начался новый период расцвета Дортмунда и превращение его в индустриальный город. После открытия в 1847 году Кёльнско-Минденской железной дороги Дортмунд стал одним из крупнейших железнодорожных узлов Рурского региона. Следующим важным толчком экономического развития города стало открытие в 1899 году судоходного канала Дортмунд — Эмс и городского порта.
В 1905 году вхождением в состав Дортмунда общины Кёрне начался период интенсивного поглощения окружающих сёл и деревень, достигший своего пика в 1928 году, когда был поглощён город Хёрде, получивший статус города ещё в 1340 году.
Во время Второй мировой войны город (в том числе и его историческая часть) был практически полностью разрушен. 98 % центра города лежали в руинах, и источники того времени считали, что его восстановление не имеет смысла. Однако высокий спрос на уголь и сталь во всём мире привёл к неожиданно быстрому восстановлению города. Уже к июню 1945 года были восстановлены все угольные шахты, а 31 декабря 1945 года была восстановлена первая доменная печь. В 1950 году Дортмунд уже насчитывал 500.000 человек.

## Население

### Численность
В XIV веке, во времена членства Дортмунда в Ганзейском союзе, он был наряду с близлежащими Кёльном и Зостом, одним из крупнейших городов на территории современной Германии. Некоторые источники считают, что население города в тот период превышало 15 000 человек, однако большинство историков ограничивают его 6-10 тысячами.
На протяжении Средних веков в результате войн и эпидемий численность населения снизилась до 4000 человек, однако благодаря индустриализации выросла к 1895 году до 110 000человек.
После поглощения города Хёрде и многих окружающих сёл в 1929 году в Дортмунде проживало 536 000 человек. Вторая мировая война оставила город практически полностью разрушенным и потерявшим около половины своего населения. К моменту её окончания здесь проживало лишь 340 000 человек.
После окончания войны множество людей, бежавших в сельские регионы, вернулись в Дортмунд. Население резко выросло. В 1965 году было зарегистрировано максимальное значение в 657 804 человека. Однако, массовые закрытия шахт и всемирный стальной кризис 1975 года остановили дальнейший рост числа жителей. Вплоть до последних лет население города постоянно снижалось.
Население на 30 июня 2016 года составило 585 352 человека.
| Год              | Население | Год                | Население | Год                | Население |
| ---------------- | --------- | ------------------ | --------- | ------------------ | --------- |
| 1300             | 15 000    | 1 декабря 1885 ¹   | 78 435    | 25 сентября 1956 ¹ | 607 885   |
| 1380             | 8 000     | 1 декабря 1890 ¹   | 89 663    | 6 июня 1961 ¹      | 641 480   |
| 1480             | 7 500     | 2 декабря 1895 ¹   | 111 232   | 31 декабря 1965    | 657 804   |
| 1600             | 4 000     | 1 декабря 1900 ¹   | 142 733   | 27 мая 1970 ¹      | 639 634   |
| 1700             | 3 000     | 1 декабря 1905 ¹   | 175 577   | 31 декабря 1975    | 630 609   |
| 1793             | 4 500     | 1 декабря 1910 ¹   | 214 226   | 31 декабря 1980    | 608 297   |
| 1825             | 5 794     | 1 декабря 1916 ¹   | 268 077   | 31 декабря 1985    | 572 094   |
| 1 декабря 1834 ¹ | 6 860     | 5 декабря 1917 ¹   | 250 536   | 25 мая 1987 ¹      | 584 089   |
| 3 декабря 1849 ¹ | 10 515    | 8 октября 1919 ¹   | 295 026   | 31 декабря 1990    | 599 055   |
| 3 декабря 1858 ¹ | 22 099    | 16 июня 1925 ¹     | 321 743   | 31 декабря 1995    | 598 840   |
| 3 декабря 1861 ¹ | 23 300    | 16 июня 1933 ¹     | 540 875   | 31 декабря 2000    | 588 994   |
| 3 декабря 1864 ¹ | 27 400    | 17 мая 1939 ¹      | 542 261   | 31 июля 2005       | 584 939   |
| 3 декабря 1867 ¹ | 33 500    | 31 декабря 1945    | 433 156   | 31 декабря 2011 ¹  | 571 403   |
| 1 декабря 1871 ¹ | 44 420    | 29 октября 1946 ¹  | 436 491   | 31 декабря 2013    | 575 944   |
| 1 декабря 1880 ¹ | 66 544    | 13 сентября 1950 ¹ | 507 349   | 31 декабря 2014    | 580 511   |

¹ Результаты переписи.

### Демография
В Дортмунде проживает больше женщин, чем мужчин. Доля мужского населения составляет 48,4 %, доля женского — 51,6 %.
Иностранцы составляют 12,7 % населения города, однако расселены они неравномерно. В то время как в районах Бракель и Аплербек проживает лишь около 5 % иностранцев, в Инненштадт-Норд — 41,5 %. Крупнейшей диаспорой являются турки, затем идут югославы и поляки.

### Религия
34,6 % жителей Дортмунда относятся к евангелической церкви (протестантизм), 29,6 % — католики и 0,7 % — иудеи. Отдельной статистики о численности мусульман нет, однако, основываясь на данных о стране происхождения, исследователи оценивают её в 6—8 %. 34,8 % населения не принадлежат ни к одной из этих конфессий.

## Здравоохранение
Здравоохранением занимаются городские больницы: Дортмундская клиника, Клиника Кнаппшафт Дортмунд, католическая больница западного Дортмунда, больница святого Иоганна и другие.

## Экономика
В городе расположен завод полупроводников компании Elmos.

## Транспорт

### Транспорт дальнего следования

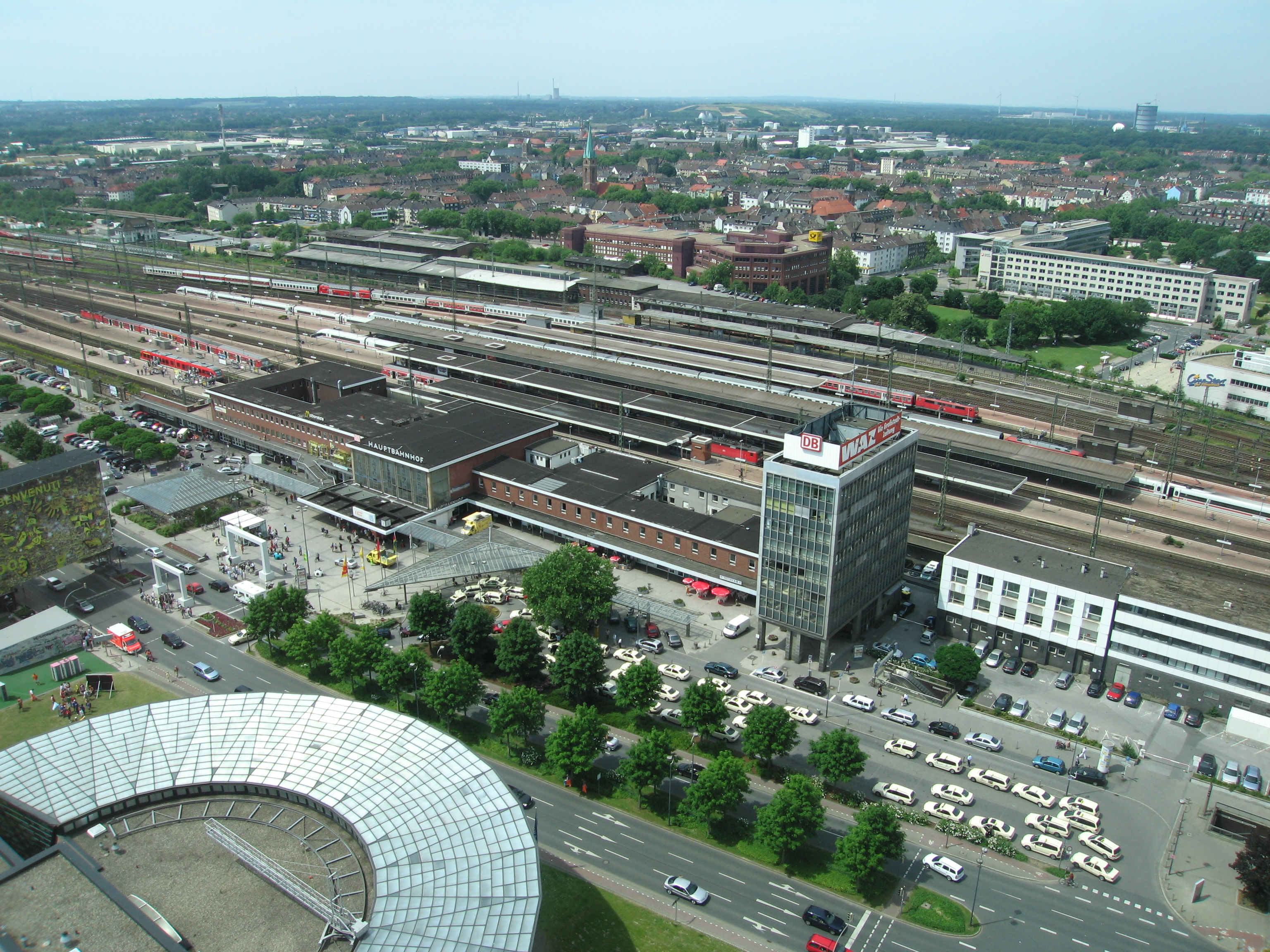
Дортмундский вокзал — вид с самого высокого здания в Дортмунде RWE-Tower

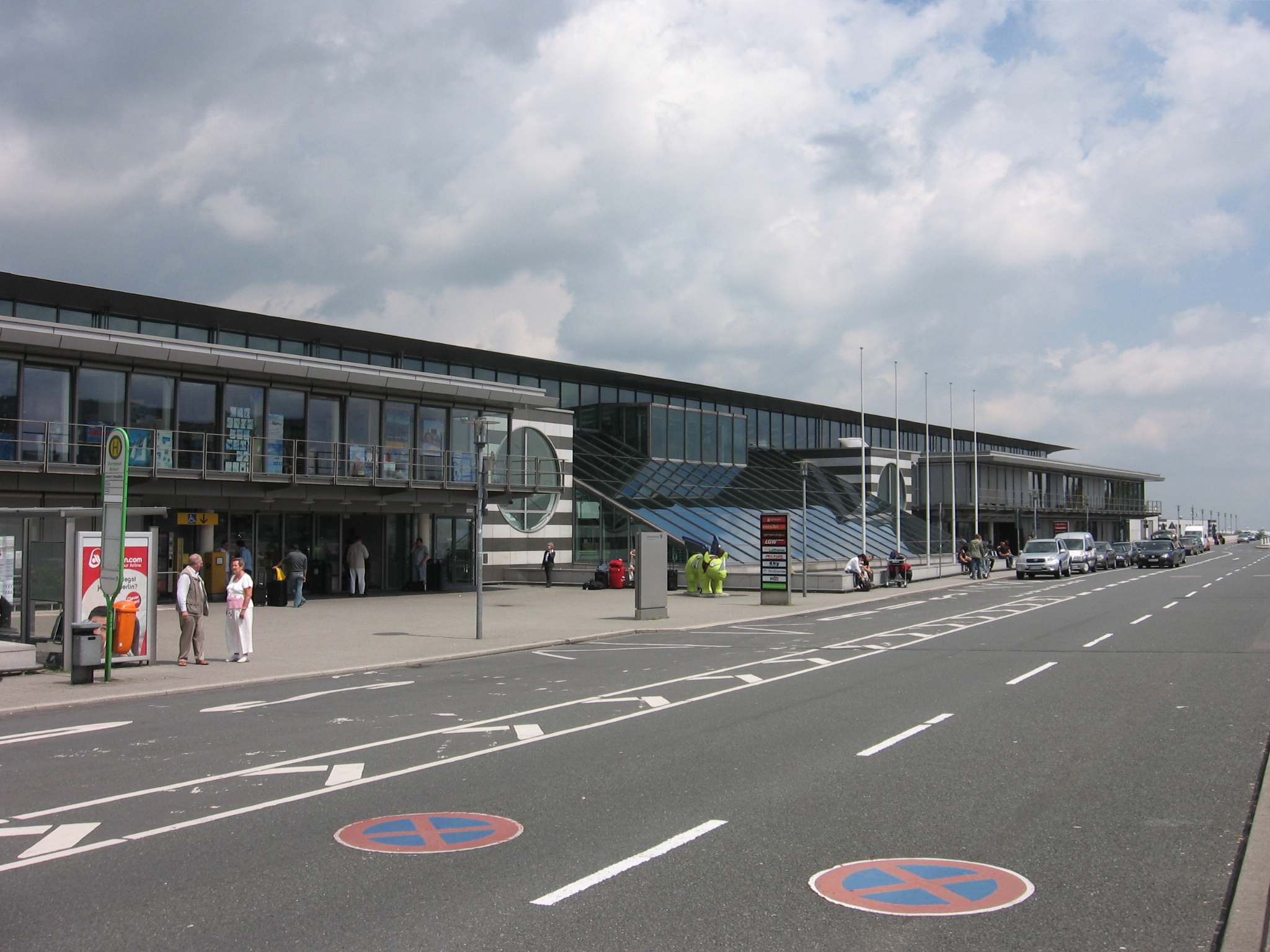
Дортмундский аэропорт

Дортмунд является одним из самых крупных транспортных узлов Вестфалии. Хорошо развитая автотранспортная сеть благодаря шести проходящим через город автобанам (A1, A2, A40, A42, A44, A45) и пяти скоростным трассам (B1, B54, B234, B235, B236) соединена с всегерманской сетью магистральных дорог.
Дортмундский вокзал, обслуживающий ежегодно 41 млн человек — четвёртый по величине железнодорожный узел Германии. Наряду с пригородными поездами и местными экспрессами он обслуживает также скоростные (InterCity, EuroCity) и сверхскоростные (Intercity-Express, Thalys) маршруты дальнего следования. Ещё одной важной точкой является расположенное на востоке железнодорожное депо «Дортмунд». В городе также имеются 23 станции пригородных поездов и 25 станций S-Bahn. В грузовых железнодорожных перевозках после закрытия обеих сортировочных станций дортмундский железнодорожный узел больше не играет значительной роли. Дортмундский вокзал должен быть в ближайшие годы кардинально модернизирован (проект «3do») и преобразован в современный торгово-развлекательный центр. Работы по реконструкция уже ведутся.
Дортмундский аэропорт, находящийся в восточном районе Викеде, за последние годы развился от регионального до третьего по величине международного аэропорта Северного Рейна — Вестфалии. Основу его деятельности составляют бизнес- и туристические перевозки. Различные авиакомпании обслуживают как внутригерманские рейсы, так и полёты в Британию, Венгрию, Украину, Испанию, Италию, Польшу, Тунис, Францию и Швейцарию.
В речном транспорте, благодаря каналу Дортмунд — Эмс, городской порт, связанный с Рейном и Северным морем, является одним из крупнейших речных портов в Европе. В связи со структурными переменами в последнее время его значение снизилось. В настоящее время планируется строительство отдельной гавани для яхт, что должно повысить его привлекательность как места отдыха.

### Городской и пригородный транспорт

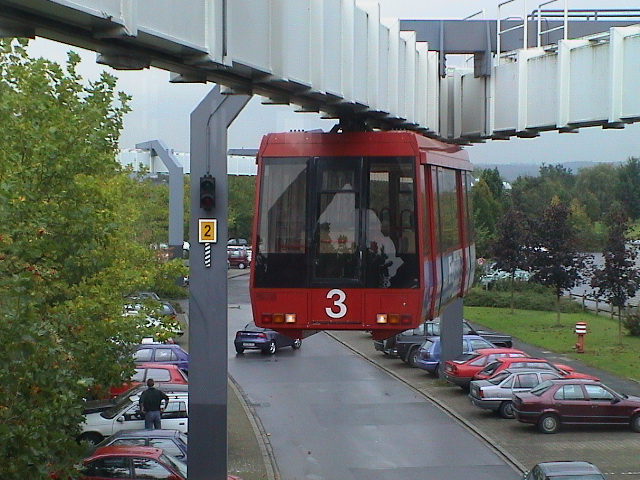
Подвесная дорога H-Bahn

Железнодорожный пригородно-городской транспорт обеспечивается в Дортмунде четырьмя линиями S-Bahn электропоездов региона Рейн-Рур S1, S2, S4 и S5, а также многочисленными региональными экспрессами.
Внутригородской транспорт, включающий в себя восемь линий дортмундского скоростного трамвая и 56 маршрутов автобусов, ежегодно перевозит 125 млн пассажиров. Летом 2008 года последние две трамвайные линии (443 и 444) были заменены на линии скоростного трамвая U43 и U44 соответственно.
Отдельными достопримечательностями городского транспорта и города являются красные двухэтажные омнибусы, курсирующие между автовокзалами Дортмунда и Бергкамена, а также полностью автоматизированная подвесная железная дорога H-Bahn, пролегающая между двумя территориями университета, районом Айхлингхофен и технологическим центром.
В городе также существует разветвлённая сеть велосипедных дорожек, позволяющая велосипедистам двигаться независимо от автомобильного транспорта.

## Образование
- Технический университет Дортмунда

## Спорт
Город является «домом» футбольного клуба «Боруссия Дортмунд». Он — один из наиболее титулованных немецких футбольных клубов. Боруссия — многократный чемпион Германии, обладатель Кубка Кубков, победитель Лиги Чемпионов. Член лиги G-14 вплоть до её роспуска в 2008 году. Домашний стадион — Signal Iduna Park (до 1 декабря 2005 года — Вестфа́льский стадио́н, нем. Westfalenstadion) — крупнейший футбольный стадион Германии, вмещающий 81 359 человек.

## Достопримечательности
- старый рынок
- старая ратуша
- церковь святого Ринальда
- церковь святого Эвальда
- церковь святого Петра

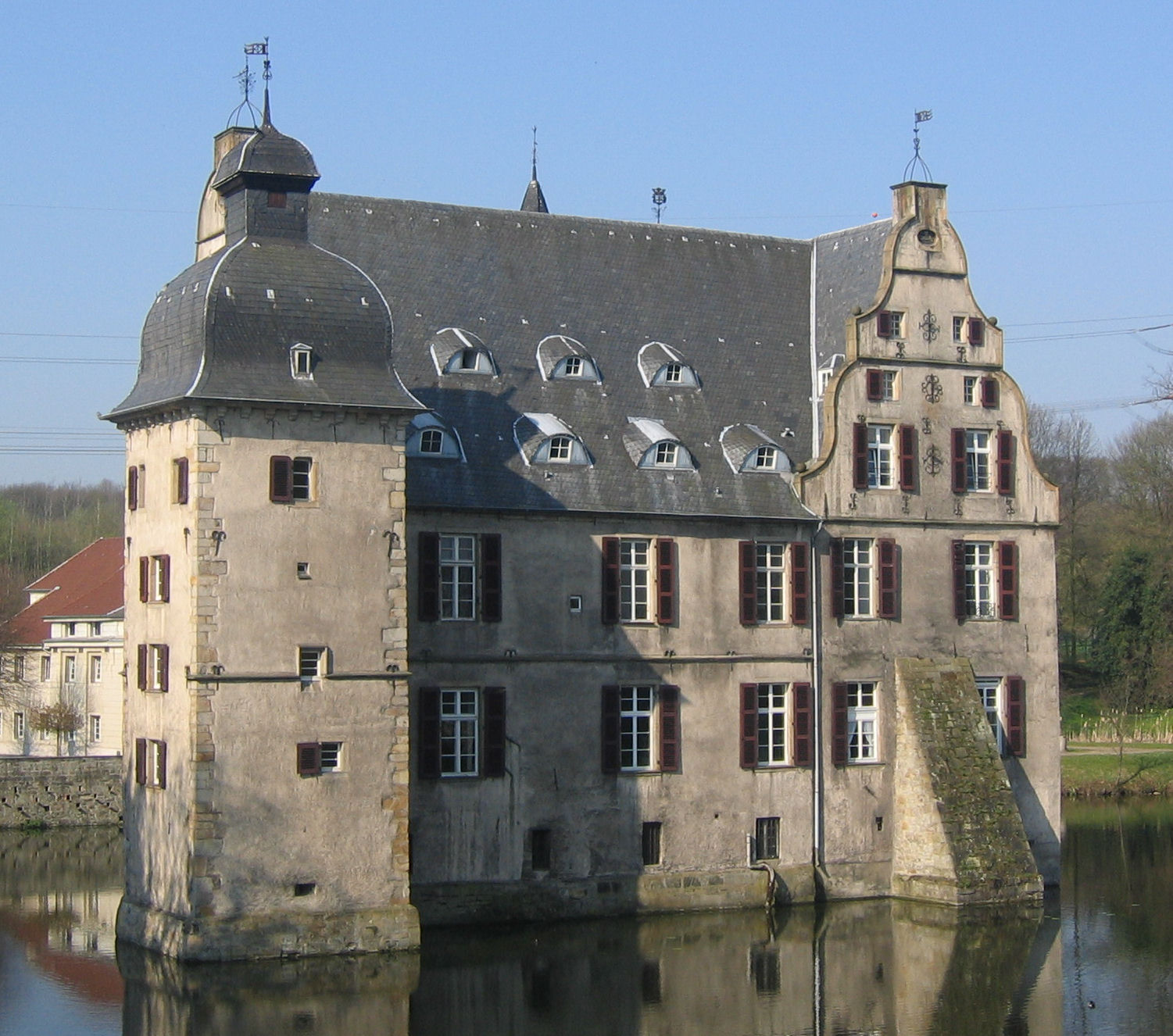
Замок на окраине города.

- пасторская церковь (Propsteikirche)
- церковь святой Марии
- церковь Иоанна-крестителя
- церковь святого Бонифация
- Орлиная башня
- замок Вассер
- телебашня Florianturm
- оперный театр
- индустриальные музеи:
  - шахта «Цоллерн» — Zeche Zollern
  - коксовый завод «Ганза» — Kokerei Hansa
  - музей стали «Hoesch»[10]
  - музей пивоварения «Brauerei-Museum Dortmund»[11]
- двухэтажные омнибусы
- подвесная железная дорога H-Bahn
- немецкий музей футбола

## Города-побратимы
- США: Буффало (Нью-Йорк)
- Франция: Амьен
- Великобритания: Лидс
- Россия: Ростов-на-Дону
- Израиль: Нетанья
- Сербия: Нови-Сад
- Китай: Сиань
- Турция: Трабзон

## Интересные факты
- «Дортмунд» — кодовое слово, послужившее сигналом к началу операции «Барбаросса».